# Telomer
Telomer (grč. τέλος: kraj, svršetak + -mer) je kraj odnosno završetak eukariotskog kromosoma, jedne pravocrtne strukture.

## Funkcije
Telomeri su osobitih funkcija:
- Sprječavaju sljepljivanje krajeva kromosoma.
- Sprječavaju razgradnju kromosoma (od staničnih enzima egzonukleaza).
- Omogućavaju pravilnu replikaciju krajeva kromosoma.
- Čuvaju integritet kromosoma te tako stabilnosti genoma. Štite ga od mehanizama prepoznavanja oštećenja DNK ili mehanizama rekombinacije.

## Pojava
Evolucijski su sačuvani kod određenih skupina organizama.
Do danas su znanstvenici izolirali telomere. Znanstvenici su ih pronašli kod kralježnjaka i jednostaničnih eukariota. Slične su pronašli kod raznih eukariota. Većina sadrži ponavljajuće (repetitivne) sekvence: ponavljanja od 5 do 8 baza. Kod čovjeka i ostalih kralježnjaka ponavljajući slijed telomerne DNA čini šest nukleotida (TTAGGG) a ta se telomerna sekvenca kod čovjeka ponavlja 250 do 1000 puta. Telomerne sekvence su konzervirane. R. Moyzis je otkrio telomere ljudskog kromosoma služeći se specifičnim probama s visoko repetitivnim dijelom ljudske DNK. U području telomera i centromera primarno se nalazi visoko repetitivna DNK (satelitna).

## Skraćivanje telomera
U tkivu kad se obnavlja zbiva se stanična dioba i replikacija genoma. Krajevi kromosoma su telomeri. Pri staničnoj diobi telomeri se skraćuju, što je u biti starenje stanice i ujedno i organizma. Kad se stanice prestanu dijeliti, to ne znači njihovu smrt, nego one žive i dalje, ali su im biokemijska svojstva promijenjena i opisuje ih se kao stare stanice. Takve nedijeleće stanice ili one koje se dijele sporo više se nalazi u starim organizmima.
Ovo ne vrijedi kod svih stanica, nego kod stanica kod kojih su blokirani receptori za enzim telomerazu, čija je zadaća obnova telomernih nizova. To su somatske (tjelesne) stanice i one nemaju aktivne telomeraze. 
Čim im se telomere skrate ispod određene duljine koja im narušava strukturu, dotadašnja uloga telomera prestaje: stanični mehanizmi popravka DNK prepoznaju ih kao oštećenje DNK te trajno sprječavaju daljnje diobe stanice.
Kod stanica kod kojih enzim telomeraza djeluje one se obnavljaju. To su matične stanice embrija, spolne stanice, krvotvorne stanice (bijele krvne stanice – leukociti) i tumorske stanice. Beskonačan broj dioba imaju i stanice jednostaničnih eukariota. Sve te stanice naziva se besmrtnim ili imortalnim, jer ih telomeraza stalno produljuje.
Kod stanica koje eksprimiraju enzim telomerazu, događa se sljedeći proces. Telomeraza prepoznaje 3' kraj jednolančane telomerne sekvence i produžuje ga, koristeći RNK kalup koji je njen sastavni dio. Na dovoljno produženoj jednolančanoj DNK bit će moguća sinteza odsječka zaostajuće niti pomoću DNK polimeraze. Telomeraza je po mehanizmu djelovanja reverzna transkriptaza, RNK ovisna DNA polimeraza, a njena je ekspresija u stanici strogo regulirana.
Još nije u sasvim poznato kako se struktura telomernih krajeva razlikuje od mjesta oštećenja DNK niti kako telomere štite krajeve kromosoma od aktivnosti popravka DNK. Kod ljudi zaštita kromosomskih krajeva kod ljudi primarno ovisi o telomernoj bjelančevini TRF2, te stvaranje telomerne kape uključuje formaciju telomerne petlje ili T petlje.
Na krajevima kromosoma je struktura koja obuhvaća tzv. subtelomerni, heterokromatinski dio i telomerni dio s uzastopnim ponavljanjem heksanukleotidne sekvence koja oblikuje omčastu strukturu uz pomoć specifičnih bjelančevina.

## Šelterin
Telomere kao specifične DNK–bjelančevinske strukture štite krajeve pravocrtnih eukariotskih kromosoma od mehanizama popravka dvolančanih lomova stvarajući D-omču. Tada gvaninom bogati krajnji sljedovi nukleotida nejednako se repliciraju te napadaju dvolančanu DNK. Bjelančevina TRF2 (engl. Telomeric repeat-binding factor 2) pomaže stabiliziranje i nastanak D-omče. TRF2 je dio kromosomskog bjelančevinskog kompleksa nazvanog šelterin. Šelterin se sastoji od 6 podjedinica (TRF2, TRF1, POT1, TIN2, TPP1, Rap1). U kompleksu su još bjelančevine TRF1 (engl. Telomeric repeat-binding factor 1) i POT1 (engl. Protection of telomeres protein 1) koje skupa s TRF2 omogućuju prepoznavanje slijeda TTAGGG. U kompleksu su još TIN2 (engl. TRF1-interacting nuclear protein 2) koji je telomerno specifična komponenta šelterinskog kompleksa, TPP1 (engl. Telomere-binding protein1) i Rap1 (engl. Repressor activator protein 1). Svih tih 6 bjelančevinskih podjedinica zajedno omogućavaju stanici razlikovati telomer od mjesta DNA oštećenja. TRF1 i TRF2 su dimeri. TRF1, TRF2 i POT1 izravno prepoznaju ponavljanja TTAGGG. Međusobno su povezani pomoću triju dodatnih bjelančevina TIN2, TPP1 i Rap1 pri čemu nastaje kompleks.
Jedinstvena sposobnost šelterina jest prepoznati telomere pored svih ostalih krajeva DNK što mu omogućuje međusobna povezanost međudjelovanjima bjelančevina-bjelančevina između svih bjelančevina kompleksa u šelterinu. Kad ne bi bilo zaštitne uloge šelterina, telomere ne bi bile skrivene od nadzora oštećenja DNK te bi se krajevi kromosoma nepravilno procesirali putevima popravka DNK. Istraživanjima je ukazano da šelterin nije statična strukturalna komponenta telomere, nego bjelančevinski kompleks koji ima remodelirajuću ulogu DNA i reagira s bjelančevinama popravka.

## Kemija
Telomerom u kemiji naziva se polimer sastavljen od molekula. Karakteristično je da mu se krajnje skupine ne mogu povezivati s dodatnim monomerima ni stvarati veće polimerne molekule iste kemijske vrste.

## Starenje
Više je teorija starenja: teorija pogreške, teorija somatske mutacije, teorija programiranog starenja (sve genetske), teorija slobodnih radikala, teorija unakrižne povezanosti, teorija nakupljanja otpadnih tvari, imunološka teorija, 
neuroendokrinološka teorija starenja (fiziološke teorije). U novijim znanstvenim teorijama o dugovječnosti smatra se da ulogu imaju telomeri i enzim telomeraza. Slijedom spoznaja ponašanja određenih skupina stanica, došlo se do teze da kad bi se odblokirali receptora na stanicama tkiva gdje su receptori prirodno blokiran da bi se pojavila besmrtnost. Zasad to nije moguće, ali poduzeto je dosta pokušaja produljenja života kod osoba kod kojih je došlo do oštećenja organa bez kojih život nije moguć. Temeljem toga došlo se do zaključka da je najveća moguća duljina života unaprijed određena brojem replikacija molekule DNK, a za ljudsku vrstu se danas smatra da je to oko 120 godina.

## Vanjske poveznice
- JSTOR Robert K. Moyzis: The Human Telomere, Scientific American Vol. 265, br. 2 (kolovoz 1991.), str. 48-57